# سامانثا بوسكو
سامانثا بوسكو (18 فبراير 1987) هي رياضية أمريكية بارالمبية. شاركت في ركوب الدراجات في دورة الألعاب البارالمبية الصيفية 2016، وفازت بميداليتين برونزيتين.

## بداية حياتها
ولدت سامانثا في 18 فبراير 1987 في أنكوريج (ألاسكا)، وكانت تعاني من انحناء في ساقها اليمنى. بدأت ركوب الدراجات مع والدها في سن السابعة، لكن الجراحة لإطالة ساقها في سن الحادية عشرة تركتها بعكازين، وضمور العضلات، وتوقفت جراحي في ساقها اليسرى. نظرًا لأنها لم تكن قادرة على ركوب الدراجة، بدأت سامانثا في التجديف وحصلت على منحة رياضية كاملة في جامعة سنترال فلوريدا. إلا أن الإصابة المزمنة أجبرتها على اعتزال الرياضة بعد سنتها الثانية. تخرجت سامانثا في النهاية بدرجة البكالوريوس في الاتصالات من جامعة ديفراي، ودرجة الماجستير في المحاسبة من كلية كيلر للدراسات العليا للإدارة بجامعة ديفراي.

## الحياة المهنية
عند تقاعدها من التجديف، شجعت سامانثا على العودة إلى ركوب الدراجات، مع التركيز هذه المرة على الطريق مقابل ركوب الدراجات الجبلية. عادت إلى السباق واكتشفت رياضة ركوب الدراجات الهوائية من أحد الأصدقاء. كان أول سباق لها في غرينفيل (كارولاينا الجنوبية)، حيث حصلت على تصنيف سى 5، واختارت ممارسة هذه الرياضة بعد حصولها على ميدالية ذهبية في سباق الطريق سى 5 للسيدات وميدالية فضية في سباق الزمن. بعد حصولها على العديد من ميداليات كأس العالم وبطولة العالم، إلى جانب الميدالية الذهبية والفضية في دورة ألعاب بارابان الأمريكية 2015، تأهلت سامانثا لدورة الألعاب البارالمبية الصيفية لعام 2016.
في الألعاب البارالمبية الصيفية 2016، حصلت سامانثا على ميداليتين برونزيتين. واحد في المطاردة الفردية سى 5 والآخر في تجربة وقت الطريق سى 5. في عام 2017، فازت بأول بطولة عالمية لها في سباق المطاردة الفردية 3K في مضمار سباق منزلها في كارسون، كاليفورنيا. شاركت أيضًا في ألعاب بارابان الأمريكية 2019 حيث فازت بميداليتين ذهبيتين في تجربة الوقت 500 متر سيدات C1-5 والسعي 3000 متر سيدات سى 4-5، وبرونزيتين في تجربة الوقت للسيدات C1-5 وسى 4-5 للسيدات. سباق الطريق.
أثناء التدريب للتأهل إلى دورة الألعاب البارالمبية الصيفية 2020، عملت سامانثا على درجة الماجستير في المحاسبة وشاركت في إدارة بارابان مع زوجها. بمجرد تأجيل الألعاب البارالمبية بسبب جائحة كوفيد-19، قبلت منصبًا تسويقيًا فيبارابان، وهي منظمة بدأت للرياضيين ذوي الإعاقة. واصلت أيضًا العمل التطوعي كمرشدة لـ أبطال الفصول الدراسية، وهي منظمة غير ربحية شارك في تأسيسها المتزلج الأولمبي المتقاعد ستيف ميسلر.
بمجرد بدء السباق مرة أخرى في عام 2021 وإعادة تصنيفها إلى سى 4 بعد اكتشاف تلف الأعصاب في عام 2019، واصلت سامانثا المنافسة في بطولة الولايات المتحدة المفتوحة للدراجات البارالمبية في أبريل 2021 في هانتسفيل، ألاباما ثم في كأس العالم للدراجات البارالمبية على الطرق في أوستند، بلجيكا، حيث فازت بسباق الوقت سى 4 للسيدات وسباق الطريق الذي يبلغ طوله 70 كم. في ذلك العام، رشحت سامانثا لجائزة أفضل رياضية مع جائزة إسبيل لإعاقة وسميت في قائمة فريق الولايات المتحدة الأمريكية لدورة الألعاب البارالمبية 2020 في طوكيو. وبعد أيام، تعرضت سامانثا لإصابة حرمتها من المنافسة في الألعاب.
حولت سامانثا تركيزها نحو إنشاء دورة الألعاب البارالمبية لعام 2024 والاستفادة من الوقت في المنزل، وعادت إلى موسم 2022 بقوة واستمرت في الفوز بكل من تجربة الوقت وسباق الطريق في دورة الألعاب البارالمبية الأمريكية المفتوحة 2022 للدراجات، بطولة العالم لسباق الدراجات على الطريق في بلجيكا، وكأس العالم للدراجات على الطرق لذوي الاحتياجات الخاصة في الاتحاد الدولي للدراجات في ألمانيا،  والبطولة الوطنية للدراجات على الطرق لذوي الاحتياجات الخاصة في الولايات المتحدة الأمريكية.